# Florian Schneider-Esleben
Florian Schneider-Esleben, nemški glasbenik, * 7. april 1947, Düsseldorf, Nemčija, † 21. april 2020.
Schneider-Esleben je eden izmed ustanoviteljev elektronske glasbene skupine Kraftwerk. Novembra 2008 je skupino zapustil. 

## Kariera
Florian Schneider-Esleben, sin znanega nemškega arhitekta Paula Schneider-Esslebna in Ralf Hütter sta ustanovila Kraftwerk leta 1970. Spoznala sta se že leta 1968. Sprva sta študirala na Umetnostni akademiji v Remscheidu, nato na Akademiji Roberta Schumana v Düsseldorfu, kasneje pa sta skupaj igrala v skupini improvizacijske glasbe Organsation. Preden se je spoznal s Hütterjem, je Schneider igral v skupini Pissoff z Eberhardom Kranemannom od 1967 do 1968. Kranemann se je nato pridružil skupini Kraftwerk kot igralec na bas kitaro, vendar je skupino kmalu zapustil.  
Sprva je bil Schneiderjev glavni glasbeni inštrument flavta, ki jo je uporabljal za različne oblike elektronskih efektov, med drugim posneti odmev, »krožna modulacija«, uporaba »pitch-to-voltage« pretvornika, fuzzboxa in wah-wah pedalke, kar mu je omogočilo uporabiti flavto kot bas inštrument. Na podoben način je igral tudi na violino, igral pa je tudi na sintesajzer - uporabljal ga je kot melodičen inštrument ter kot prevajalec zvoka. Kasneje je ustvaril svojo lastno elektronsko flavto. Po izdaji njihovega prvega albuma Autobahn (1974) je uporabo akustičnih inštrumentov zmanjšal. 
V poklon Schneiderju je David Bowie na svojem albumu Heroes eno izmed skladb poimenoval po njem - V-2 Schneider. Kraftwerk so na Bowieja močno vplivali v poznih 70. letih 20. stoletja, ko je imel svoje »Berlinsko obdobje«. 
Schneider je leta 1991 izjavil: »Resno sem se posvečal flavti do določene ravni, nato pa mi je postalo dolgočasno; iskal sem druge stvari in ugotovil, da je flavta preveč omejujoča ... Kmalu zatem sem kupil mikrofon, zvočnike, »echo« in sintesajzer. Flavto pa sem vrgel stran šele veliko kasneje - to je bil neke vrste proces.« 

Čeprav ima omejeno klaviaturno tehniko in je strokovno izobražen flavtist, mu je bilo na koncertih v letih 1975, 1976 in 1981 ljubše ustvarjati sintetične zvoke z igranjem na klaviature (kasneje je razvoj tehnike omejil potrebo po ročem igranju).
Schneiderjev pristop je omejen na zvočni model (v intervjuju leta 2005 ga je Hütter poimenoval »zvočni fetišist«) in vokodersko/govorno-sestavljanje. Ena izmed kasnejših patentiranih izvedb je bila imenovana Robovox - značilna poteza Kraftwerk zvoka. 
On je zvočni perfekcionist - torej če zvok ne dosega določene norme, ga Schneider noče uporabiti. Pri elektronski glasbi ni nikakršne potrebe kdajkoli zapustiti studio. Ves čas lahko ustvarjaš plošče in jih izdajaš. Zakaj bi vlagal toliko moči v potovanja, zapravljal čas na letališčih, v čakalnicah, zakulisjih, zakaj bi vlagal toliko moči v to, da si kot žival, samo za dve uri koncerta. Ampak sedaj, ko je z nami na turneji Kling Klang studio, delamo popoldne, preverjamo zvok, uglasbujemo, zapisujemo nove ideje in računalniško grafiko. Vedno je tako veliko dela in napredujemo tudi.— - Ralf Hütter
Tudi Schneier je znan po svojih komičnih, enigmatičnih intervjujih, čeprav jih redko daje. 

## Odhod iz Kraftwerka
Schneider ni nastopal na nobeni Kraftwerk turneji leta 2008. Njegovo vlogo na odru je zamenjal Stefan Pfaffe, družabnik, ki je delal za skupino kot video tehnik. Dobri prijatelj skupine Kraftwerk pravi, da naj bi Schneider odšel 21. novembra 2008. Dne 5. januarja 2009 je Technopop (uradna internetna stran oboževalcev) potrdil njegov odhod. 

## Življenje izven Kraftwerka
Schneider je nazadnje živel v kraju Meerbusch-Büderich blizu Düsseldorfa. Ima hčer po imenu Lisa. 
Umrl je po kratki bolezni (za rakom) aprila 2020.